# París-Tours 1987
La París-Tours 1987 (anomenada Gran Premi de la tardor) fou la 81a edició de la clàssica París-Tours. Es disputà l'11 d'octubre de 1987 i el vencedor final fou el neerlandès Adri van der Poel de l'equip PDM-Ultima.

## Classificació general
|    | Ciclista                 | Equip                  | Temps      |
| -- | ------------------------ | ---------------------- | ---------- |
| 1  | Adri van der Poel (NED)  | PDM-Ultima             | 6h 35' 46" |
| 2  | Teun van Vliet (NED)     | Panasonic-Merckx       | m. t.      |
| 3  | Maurizio Fondriest (ITA) | Ecoflam-Bfb            | m. t.      |
| 4  | Charly Mottet (FRA)      | Système U              | m. t.      |
| 5  | Bruno Leali (ITA)        | Carrera Jeans-Vagabond | m. t.      |
| 6  | Eric Vanderaerden (BEL)  | Panasonic-Merckx       | + 41"      |
| 7  | Moreno Argentin (ITA)    | Gewiss-Bianchi         | m. t.      |
| 8  | Claudio Chiappucci (ITA) | Carrera Jeans-Vagabond | m. t.      |
| 9  | Gilbert Glaus (SUI)      | Z-Peugeot              | m. t.      |
| 10 | Camillo Passera (ITA)    | Ecoflam-Bfb            | m. t.      |